# لی وو جونگ (نویسنده)
لی وو جونگ (کره‌ای: 이우정) فیلم‌نامه‌نویس تلویزیونی اهل کره جنوبی است. او بیشتر به خاطر نویسندگی سری پاسخ شبکه تی‌وی‌ان به نام‌های پاسخ به ۱۹۹۷ (۲۰۱۲)، پاسخ به ۱۹۹۴ (۲۰۱۳) و پاسخ به ۱۹۸۸ (۲۰۱۵–۲۰۱۶) شناخته می‌شود. او همچنین نویسندگی برنامه‌های تلویزیون واقع‌نما همچون ۲ روز و ۱ شب را بر عهده داشته‌است.

## فیلم‌شناسی

### مجموعه‌های تلویزیونی
| عنوان                               | شبکه و زمان پخش                | دوره پخش                             | قسمت | بیشترین ریتینگ | کمترین ریتینگ | میانگین ریتینگ |
| ----------------------------------- | ------------------------------ | ------------------------------------ | ---- | -------------- | ------------- | -------------- |
| پاسخ به ۱۹۹۷                        | تی‌وی‌ان، سه‌شنبه ۲۳:۰۰           | ۲۴ ژوئیه ۲۰۱۲–۱۸ سپتامبر ۲۰۱۲        | ۱۶   | ۵٫۱۰۹٪         | ۰٫۶۲۹٪        | ۲٫۱۵۱٪         |
| پاسخ به ۱۹۹۴                        | تی‌وی‌ان، جمعه-شنبه ۲۰:۴۰        | ۱۸ اکتبر ۲۰۱۳–۲۸ دسامبر ۲۰۱۳         | ۲۱   | ۱۱٫۵۰۹٪        | ۲٫۲۶۴٪        | ۷٫۲۳۶٪         |
| پاسخ به ۱۹۸۸                        | تی‌وی‌ان، جمعه-شنبه ۲۰:۰۰        | ۶ نوامبر ۲۰۱۵–۱۶ ژانویه ۲۰۱۶         | ۲۰   | ۱۸٫۸۰۳٪        | ۶٫۱۱۸٪        | ۱۲٫۴۲۸٪        |
| دفترچه زندان اعتبار به عنوان سازنده | تی‌وی‌ان، چهارشنبه-پنجشنبه ۲۱:۱۰ | ۲۲ نوامبر ۲۰۱۷–۱۸ ژانویه ۲۰۱۸        | ۱۶   | ۱۱٫۱۹۵٪        | ۴٫۶۳۸٪        | ۷٫۵۵۹٪         |
| پلی‌لیست بیمارستان                   | تی‌وی‌ان، پنجشنبه ۲۱:۱۰          | ۱۲ مارس ۲۰۲۰–۲۸ مه ۲۰۲۰ (فصل ۱)      | ۱۲   | ۱۴٫۱۴۲٪        | ۶٫۳۲۵٪        | ۱۰٫۹۶۴٪        |
| پلی‌لیست بیمارستان ۲                 | تی‌وی‌ان، پنجشنبه ۲۱:۱۰          | ۱۷ ژوئن ۲۰۲۱–۱۶ سپتامبر ۲۰۲۱ (فصل ۲) | ۱۲   | ۱۴٫۰۸۰٪        | ۱۰٫۰۰۷٪       | ۱۲٫۰۰۳٪        |